# アーロ (バンド)
Arlo（アーロ）は、アメリカ合衆国ロサンゼルス出身のギター・ポップ・バンドである。
2001年、デビューアルバム『アップ・ハイ・イン・ザ・ナイト』を発売、2002年、セカンドアルバム『スタブ・ジ・アンストッパブル・ヒーロー』を発売している。

## ディスコグラフィー

### アルバム
- 『アップ・ハイ・イン・ザ・ナイト』（2001年）
- 『スタブ・ジ・アンストッパブル・ヒーロー』（2002年）